# أونكل زيزو حبيبي
أونكل زيزو حبيبي هو فيلم خيال كوميدي مصري، تم عرضه في 17 أكتوبر 1977. الفيلم من إخراج نيازي مصطفى وبطولة الممثل محمد صبحي.

## القصة
يحكي الفيلم في إطار كوميدي عن قصة شاب ضعيف لا يستطيع الدفاع عن نفسه يحب فتاة تعمل في نادي رياضي لكرة القدم وفي يوم ما تدهسه الفتاة بسيارتها فيتفق مع شخص أن يأخذ حبوب مقوية ليصبح بطلًا رياضيًا معروف ومحبوب لكي يعالج ابن شقيقته «سمير» والذي أُصيب بصدمة نفسية شديدة عندما شاهد خاله وهو يتلقى ضربات قوية من «المعلم عكوة».

## بطولة
- محمد صبحي (عبد العزيز والملقب ب«زيزو»)
- بوسي بدور «وفاء»
- كوكا بدور «راوية»
- جلال عيسى (وحيد الكابتن)
- ياسر صلاح بدور «الطفل سمير»
- فاروق يوسف بدور «زرزور»
- إبراهيم سعفان بدور «العم مدبولي»
- ليلى صادق بدور «إنشراح»
- سعيد رضوان بدور «المعلم عكوة»
- عبد الله إسماعيل (الطبيب النفسي)
- محمود رشاد (رئيس النادي)
- عبد الله فرغلي بدور «محروس»
- حسن حسين بدور «فرج»
- جورج سيدهم ضيف شرف بدور «ظريف» (معلق رياضي)
- فؤاد عفيفي
- محمود الجندي (معلق رياضي)
- اميرة عفيفي
- صلاح عطا بدور «قرني»
- حسن أنيس (الدكتور)
- إبراهيم قدري
- صالح الإسكندراني
- بهاء عبد الحميد بدور «عباس الدرفيل»
- مطاوع عويس (احد رجال الحارة)

## طاقم العمل
- تأليف:
  - يسري الإبياري (قصة)
  - عبد الحي أديب (سيناريو)
  - بهجت قمر (حوار)
- إخراج:
  - نيازي مصطفى (مخرج)
  - شريف حمودة (مساعد مخرج أول والمؤثرات السينمائية)
  - ملاك أندراوس (مساعد مخرج ثاني)
- تصوير:
  - رمزي إبراهيم (مدير التصوير)
  - جميل عبد الرحمن (مساعد صوت)
- مونتاج:
  - عنايات السايس (مركب الفيلم)
  - فتحى داود (مونتاج)
  - وداد راغب (نيجاتيف)
- صوت:
  - جليلة الحريري (مهندس الصوت)
  - أندريا زنديلس (مهندس الصوت)
  - جلال عبد الحميد (مساعد)
  - محمد سليمان (مساعد)
- إنتاج:
  - نادية فيلم (منتج)
  - محمد عثمان (مساعد إنتاج)
  - حلمي رفلة (مشرف على الإنتاج)
  - شريف حمودة (منتج منفذ)
  - مصطفى جبر (مساعد إنتاج)
- توزيع:
  - هيمن فيلم (التوزيع الداخلي)
  - أنور الشيخ ياسين (التوزيع الخارجي)
- ماكياج:
  - سعيد علي (كوافير)
  - عبد الوهاب قطب (ماكيير)
  - سيد عوض (ماكيير)
  - محمد العادلي (مساعد ماكياج)
- دوبلير:
  - صبحى فؤاد (كلاكيت)
- موسيقى:
  - جمال سلامة (الألحان والموسيقى التصويرية)
- فوتوغرافيا:
  - حسين بكر (مصور فوتوغرافيا)
- ديكور:
  - فادي كامل (مساعد اكسسوار)
  - محمد كامل (اكسسوار)
  - نهاد بهجت (مهندس الديكور)
  - عبد الفتاح الحسيني (منفذ الديكور)
- جرافيكس:
  - حسيب (الحيل السينمائية)
- معمل:
  - صلاح عبد الحليم (مدير المعامل)
  - ستوديو مصر (التحميض والطبع)
  - فؤاد رمضان (التشغيل)
  - طلعت حما (المراقبة الكيماوية)
- كاستينج:
  - علي وجدي (ريجيسير)

## وصلات خارجية
- أونكل زيزو حبيبي على موقع IMDb (الإنجليزية)
- أونكل زيزو حبيبي على موقع قاعدة بيانات الأفلام العربية
- أونكل زيزو حبيبي على موقع قاعدة بيانات الفيلم (الإنجليزية)
- أونكل زيزو حبيبي على موقع ليتربوكسد (الإنجليزية)
- أونكل زيزو حبيبي على موقع كينوبويسك (الروسية)